# Freestyle ai XXIII Giochi olimpici invernali - Salti femminile
La gara di salti femminile di freestyle dei XXIII Giochi olimpici invernali di Pyeongchang si è svolta dal 15 al 16 febbraio 2018 al Bokwang Phoenix Park di Bongpyeong.

## Programma
Gli orari sono in UTC+9.
| Giorno      | Ora   | Turno            |
| ----------- | ----- | ---------------- |
| 15 febbraio | 20:00 | Qualificazione 1 |
| 15 febbraio | 20:45 | Qualificazione 2 |
| 16 febbraio | 20:00 | Finale 1         |
| 16 febbraio | 20:29 | Finale 2         |
| 16 febbraio | 20:52 | Finale 3         |

## Risultati

### Qualificazione 1
| Pos. | Atleta                   | Nazione                      | Punti  | Note |
| ---- | ------------------------ | ---------------------------- | ------ | ---- |
| 1    | Aleksandra Orlova        | Atleti Olimpici dalla Russia | 102.22 | Q    |
| 2    | Hanna Hus'kova           | Bielorussia                  | 100.45 | Q    |
| 3    | Xu Mengtao               | Cina                         | 99.37  | Q    |
| 4    | Kristina Spiridonova     | Atleti Olimpici dalla Russia | 97.64  | Q    |
| 5    | Danielle Scott           | Australia                    | 93.76  | Q    |
| 6    | Zhang Xin                | Cina                         | 90.24  | Q    |
| 7    | Kong Fanyu               | Cina                         | 89.77  |      |
| 8    | Ljubov' Nikitina         | Atleti Olimpici dalla Russia | 88.83  |      |
| 9    | Madison Olsen            | Stati Uniti                  | 87.88  |      |
| 10   | Ol'ga Poljuk             | Ucraina                      | 82.21  |      |
| 11   | Ashley Caldwell          | Stati Uniti                  | 81.81  |      |
| 12   | Žanbota Aldabergenova    | Kazakistan                   | 81.07  |      |
| 13   | Yan Ting                 | Cina                         | 80.95  |      |
| 14   | Marzhan Akzhigit         | Kazakistan                   | 79.17  |      |
| 15   | Ala Cuper                | Bielorussia                  | 77.90  |      |
| 16   | Catrine Lavallée         | Canada                       | 73.08  |      |
| 17   | Kiley McKinnon           | Stati Uniti                  | 72.26  |      |
| 18   | Lydia Lassila            | Australia                    | 66.27  |      |
| 19   | Laura Peel               | Australia                    | 64.86  |      |
| 20   | Alina Gridneva           | Atleti Olimpici dalla Russia | 60.16  |      |
| 21   | Akmarzhan Kalmurzayeva   | Kazakistan                   | 58.58  |      |
| 22   | Samantha Wells           | Australia                    | 54.28  |      |
| 23   | Ayana Zholdas            | Kazakistan                   | 51.01  |      |
| 24   | Aliaksandra Ramanouskaya | Bielorussia                  | 38.85  |      |
| 25   | Kim Kyoung-eun           | Corea del Sud                | 35.67  |      |

### Qualificazione 2
| Pos. | Atleta                   | Nazione                      | Round 1 | Round 2 | Punti | Note |
| ---- | ------------------------ | ---------------------------- | ------- | ------- | ----- | ---- |
| 1    | Ala Cuper                | Bielorussia                  | 77.90   | 99.37   | 99.37 | Q    |
| 2    | Kong Fanyu               | Cina                         | 89.77   | 95.17   | 95.17 | Q    |
| 3    | Laura Peel               | Australia                    | 64.86   | 89.46   | 89.46 | Q    |
| 4    | Ljubov' Nikitina         | Atleti Olimpici dalla Russia | 88.83   | 84.24   | 88.83 | Q    |
| 5    | Kiley McKinnon           | Stati Uniti                  | 72.26   | 87.88   | 87.88 | Q    |
| 6    | Madison Olsen            | Stati Uniti                  | 87.88   | 80.04   | 87.88 | Q    |
| 7    | Žanbota Aldabergenova    | Kazakistan                   | 81.07   | 85.36   | 85.36 |      |
| 8    | Aliaksandra Ramanouskaya | Bielorussia                  | 38.85   | 83.65   | 83.65 |      |
| 9    | Yan Ting                 | Cina                         | 80.95   | 82.94   | 82.94 |      |
| 10   | Ol'ga Poljuk             | Ucraina                      | 82.21   | 55.50   | 82.21 |      |
| 11   | Ashley Caldwell          | Stati Uniti                  | 81.81   | 55.86   | 81.81 |      |
| 12   | Marzhan Akzhigit         | Kazakistan                   | 79.17   | 70.20   | 79.17 |      |
| 13   | Catrine Lavallée         | Canada                       | 73.08   | 71.34   | 73.08 |      |
| 14   | Lydia Lassila            | Australia                    | 66.27   | 63.45   | 66.27 |      |
| 15   | Alina Gridneva           | Atleti Olimpici dalla Russia | 60.16   | 60.98   | 60.98 |      |
| 16   | Akmarzhan Kalmurzayeva   | Kazakistan                   | 58.58   | 47.32   | 58.58 |      |
| 17   | Samantha Wells           | Australia                    | 54.28   | 58.27   | 58.27 |      |
| 18   | Ayana Zholdas            | Kazakistan                   | 51.01   | 57.98   | 57.98 |      |
| 19   | Kim Kyoung-eun           | Corea del Sud                | 35.67   | 44.20   | 44.20 |      |

### Finale

#### Primo turno
| Pos. | Atleta               | Nazione                      | Punti | Note |
| ---- | -------------------- | ---------------------------- | ----- | ---- |
| 1    | Hanna Hus'kova       | Bielorussia                  | 94.15 | Q    |
| 2    | Xu Mengtao           | Cina                         | 91.00 | Q    |
| 3    | Ala Cuper            | Bielorussia                  | 90.82 | Q    |
| 4    | Kong Fanyu           | Cina                         | 89.77 | Q    |
| 5    | Aleksandra Orlova    | Atleti Olimpici dalla Russia | 89.28 | Q    |
| 6    | Zhang Xin            | Cina                         | 87.25 | Q    |
| 7    | Ljubov' Nikitina     | Atleti Olimpici dalla Russia | 85.68 | Q    |
| 8    | Madison Olsen        | Stati Uniti                  | 85.36 | Q    |
| 9    | Laura Peel           | Australia                    | 85.05 | Q    |
| 10   | Kiley McKinnon       | Stati Uniti                  | 80.95 |      |
| 11   | Kristina Spiridonova | Atleti Olimpici dalla Russia | 57.64 |      |
| 12   | Danielle Scott       | Australia                    | 57.01 |      |

#### Secondo turno
| Pos. | Atleta            | Nazione                      | Punti | Note |
| ---- | ----------------- | ---------------------------- | ----- | ---- |
| 1    | Kong Fanyu        | Cina                         | 97.29 | Q    |
| 2    | Zhang Xin         | Cina                         | 94.11 | Q    |
| 3    | Laura Peel        | Australia                    | 85.65 | Q    |
| 4    | Hanna Hus'kova    | Bielorussia                  | 85.05 | Q    |
| 5    | Ala Cuper         | Bielorussia                  | 84.00 | Q    |
| 6    | Madison Olsen     | Stati Uniti                  | 83.23 | Q    |
| 7    | Ljubov' Nikitina  | Atleti Olimpici dalla Russia | 80.01 |      |
| 8    | Aleksandra Orlova | Atleti Olimpici dalla Russia | 61.25 |      |
| 9    | Xu Mengtao        | Cina                         | 59.25 |      |

#### Terzo turno
| Pos.    | Atleta         | Nazione     | Punti |
| ------- | -------------- | ----------- | ----- |
| Oro     | Hanna Hus'kova | Bielorussia | 96.14 |
| Argento | Zhang Xin      | Cina        | 95.52 |
| Bronzo  | Kong Fanyu     | Cina        | 70.14 |
| 4       | Ala Cuper      | Bielorussia | 59.94 |
| 5       | Laura Peel     | Australia   | 55.34 |
| 6       | Madison Olsen  | Stati Uniti | 47.23 |